# Gianfranco Dalla Barba
Gianfranco Dalla Barba (Padova, 11 giugno 1957 – Padova, 21 novembre 2024) è stato uno schermidore e neurologo italiano, specializzato nella sciabola.

## Biografia
Vinse una medaglia d'oro (con Ferdinando Meglio, Giovanni Scalzo, Angelo Arcidiacono e Marco Marin) e una di bronzo nella sciabola a squadre ai Giochi olimpici. Conquistò inoltre la Coppa del mondo
Dopo aver terminato l'attività sportiva si laureò in Medicina e si specializzò in Neurologia a Padova. Si dedicò ai disturbi neurocognitivi. Fu ricercatore all’Università di Cambridge, all’Institut National de la Santé et de la Recherche Médicale di Parigi. Tornato in Italia insegnò Neuropsicologia all’Università di Trieste. Pubblicò il libro Che cos’è la memoria? Normalità e patologia dell’atto di ricordare. 
Dalla Barba è morto nel 2024 all'età di 67 anni per arresto cardiaco

## Palmarès
In carriera ha ottenuto i seguenti risultati:
 Giochi olimpici 
Individuale
A squadre
- Oro nella sciabola a Los Angeles 1984
- Bronzo nella sciabola a Seul 1988

 Mondiali 
Individuale
- Argento nella sciabola a Vienna 1983

A squadre
- Argento nella sciabola a Melbourne 1979
- Argento nella sciabola a Roma 1982
- Bronzo nella sciabola ad Amburgo 1978
- Bronzo nella sciabola a Vienna 1983

 Mondiali militari 
Individuale
- Oro nella sciabola ad Rennes 1981

A squadre
- Argento nella sciabola ad Rennes 1981

 Universiadi 
Individuale
- Bronzo nella sciabola a Edmonton 1983

A squadre
- Oro nella sciabola ad Bucarest 1981
- Argento nella sciabola a Edmonton 1983
- Bronzo nella sciabola a Kōbe 1985

 Campionati italiani 
Individuale
- Oro nella sciabola nel 1982
- Oro nella sciabola nel 1984

A squadre
 Altri risultati 
Mondiali giovani
Individuale
- Bronzo nella sciabola a Città del Messico 1975
- Bronzo nella sciabola a Poznań 1976